# Domnika
Domnika, Albia Domnica (ur. 337, zm. po 378) – cesarzowa rzymska, małżonka cesarza Walensa.
Urodziła się w rodzinie dowódcy pretorianów Petroniusza. Przyszłego cesarza poślubiła jeszcze przed przyznaniem mu władzy nad wschodnimi prowincjami cesarstwa (przed 364). Po nadaniu mu przez Walentyniana I godności augusta, Petroniusz został wyniesiony do godności patrycjusza, co wykorzystywał do nadużyć podatkowych, które przyczyniły się do wybuchu buntu Prokopiusza w 375.
Urodzony w 366 jedyny syn Domniki i Walensa otrzymał na cześć stryja imię Walentynian. Od miejsca urodzenia (Galacji w Azji Mniejszej) nadano mu przydomek Galates. Jako trzyletni został konsulem, lecz ok. 370 zachorował i zmarł. Cesarska para miała również dwie córki, Anastazję i Karosę, których wychowanie powierzono kapłanowi Marcjanowi, należącemu do purystycznego odłamu nowacjan.
Cesarzowa uchodząca za osobę religijną miała przekonać męża do poparcia arian w sporze między Bazylim z Cezarei a wyznawcami arianizmu. W następstwie tego Walens prześladował katolików, m.in. wyganiając biskupów przywróconych przez Juliana (choć pod koniec panowania niektórych przywrócił).
Po śmierci Walensa i klęsce poniesionej pod Adrianopolem (378) Wizygoci dotarli do Konstantynopola. Miasta bronili jego mieszkańcy, za co Domnika poleciła wypłacać im wynagrodzenie podobnie jak żołnierzom. Dalsze jej losy jako wdowy po cesarzu nie są znane.